# 坐部伎
坐部伎，唐朝宫廷乐舞两大类别之一，与立部伎相对而言。
初唐创立至盛唐流行的一部宫廷乐队和一套宫廷燕乐节目，与“立部伎”并列，合称“二部伎”。每部均以乐曲名称之，并配有舞蹈。“宫中宴用坐奏”，坐部伎舞者、乐工在室内厅堂演出，声乐坐奏，规模较小。于殿堂上表演，相当于现代音乐的“室内乐”含义。乐伎人数较少，舞者多则十二人，少则三人。“立部伎”与“坐部伎”的区别主要表现在曲名、演奏形式和精粗程度。堂下立奏者称为立部伎, 堂上坐奏者称为坐部伎。其曲目大多是经唐太宗、唐高宗、武则天、唐玄宗四朝的保留节目。坐、立部伎的分工相传在唐高祖时，一说为唐玄宗时期，但至迟似应在唐高宗时。太常寺考核乐工技艺，以立部伎水平低于坐部伎一筹。坐部伎艺术与技术水平较高。习“坐部伎”不成，则习立部伎。伴奏以丝竹乐器为主，音乐舞蹈较为优雅典丽。坐部伎有六部乐舞：《宴乐》、《长寿乐》、《天授乐》、《鸟歌万岁乐》、《龙池乐》、《小破阵乐》。